# Huset i Asnæs
Huset i Asnæs er et kunstnerdrevet udstillingssted ved siden af biblioteket i Asnæs, Odsherred og omtrent 200 m fra Odsherreds Kunstmuseum.
Det blev grundlagt i 1973 og blandt de stiftende kunstnere var flere af de oprindelige medlemmer af kunstnerkolonien i Odsherred, Odsherredsmalerne. Herunder Birthe Bovin, Karl Bovin og Aksel Møller.
Huset viser samtidskunst og kunsthåndværk af høj kvalitet og spiller en central rolle i kunst- og kulturlivet i Odsherred med 8 årlige udstillinger.